# 塞尔柱灰泥人像

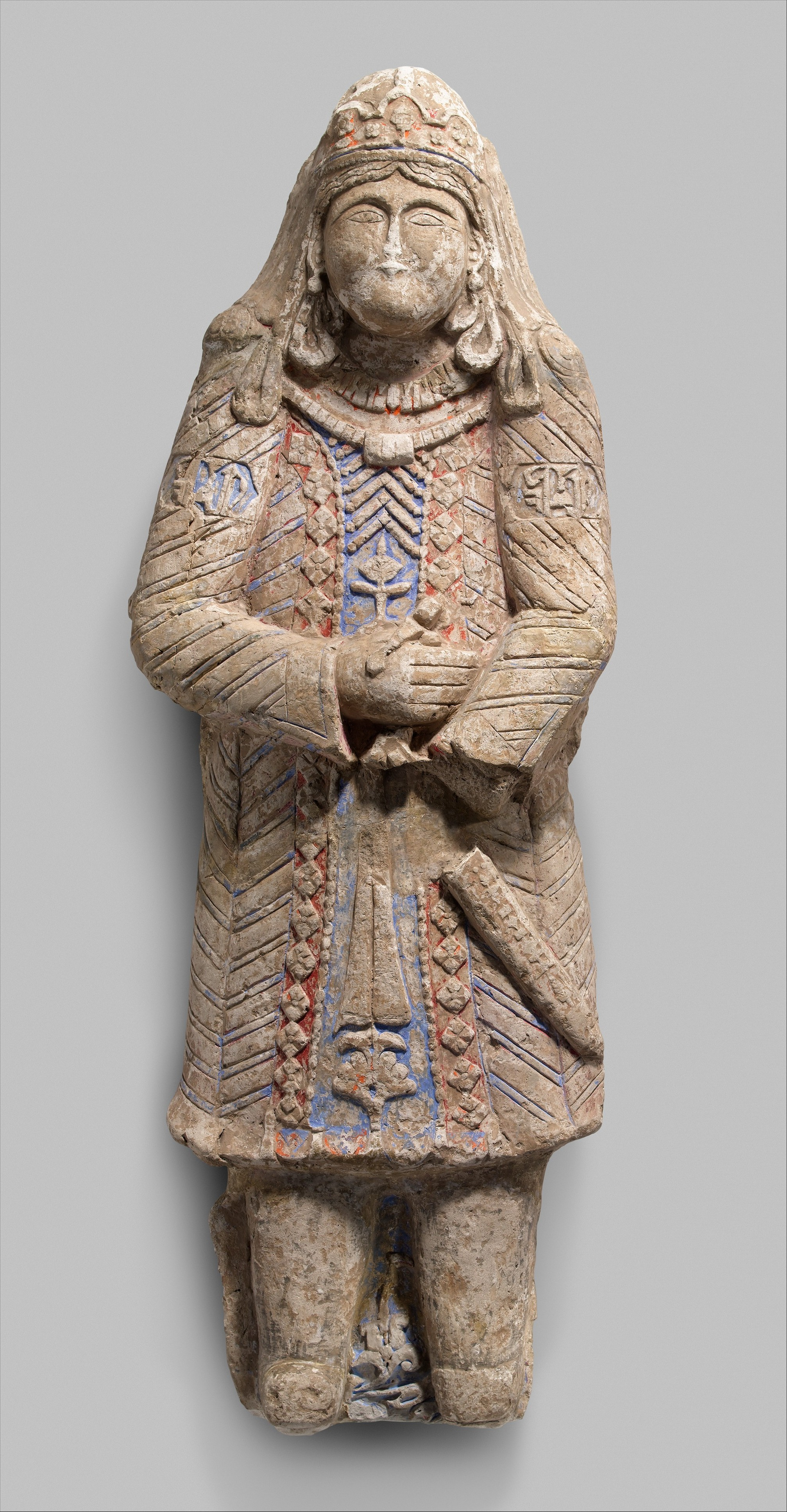
美国大都会美术馆收藏的一个塞尔柱灰泥人像，这个人像可能装饰的是12世纪左右的塞尔柱宫殿。

塞尔柱灰泥人像是塞尔柱帝国于11至13世纪盛行的灰泥人像，是权力和权威的象征，所以这些人像通常会被装饰以明亮色彩并镀金。

## 塞尔柱的伊斯兰艺术
塞尔柱帝国是中亚游牧民族的一个突厥王朝，是东方伊斯兰世界的新统治者。在丹丹纳干战役中击败了加兹尼王朝、白益王朝后，塞尔柱人成为了阿拔斯王朝和逊尼派伊斯兰教的新哈里发。过了仅仅半个世纪，塞尔柱帝国便建立了一个庞大的帝国，其疆域包含现代伊朗、伊拉克和大部分安纳托利亚。在塞尔柱帝国的统治下，伊朗的文化生活欣欣向荣。在这一时期，众多的建筑艺术得到了发展，并影响了该地区和周边的艺术发展。
在陶瓷领域，精美的图案是在釉绘画、光泽装饰和多彩画中创造的。金属物体以镶嵌银和金的方式装饰。塞尔柱帝国发明了许多具有动物、男人和女人的形象化图案。在穆斯林文化中，拟人化的表现手法并不少见。但是标志性形象在圣地（如清真寺）是被严格禁止的。而在世俗的地方，这种标志性形象是十分常见的。

## 塞尔柱宫殿
现存的所有塞尔柱宫殿都成为了遗址，通过对这些遗迹的挖掘可以证明，塞尔柱宫殿曾经以用瓷砖和灰泥浮雕装饰，并绘上人像和几何图案。例如，在拉什格里巴扎尔的一个前加兹尼时期宫殿，其中的大殿里发掘出的一个壁画上绘制了44名士兵。他们都有类似的圆脸和杏仁形状的眼睛，人种上来讲与来自中亚的突厥人有关。
塞尔柱灰泥人像一般用来装饰类似于观众厅的皇家宫殿。例如，有些塞尔柱灰泥人像被发现装饰于塞尔柱苏丹的大宫殿，或当地附庸或继承人的较小皇室。塞尔柱灰泥人像可能是更大的灰泥装饰的一部分，隐藏在它后面的基础墙。一个完整的灰泥人像的例子来自12世纪后期的雷伊。在阿富汗巴斯特、撒马尔罕和乌兹别克斯坦均能发现类似的例子。这些灰泥人像被涂成红色、蓝色或者其他明亮的颜色并镀金。如果宫殿里有比较黑暗的房间，意味着这些灰泥人像需要尽可能的突出。

## 形式

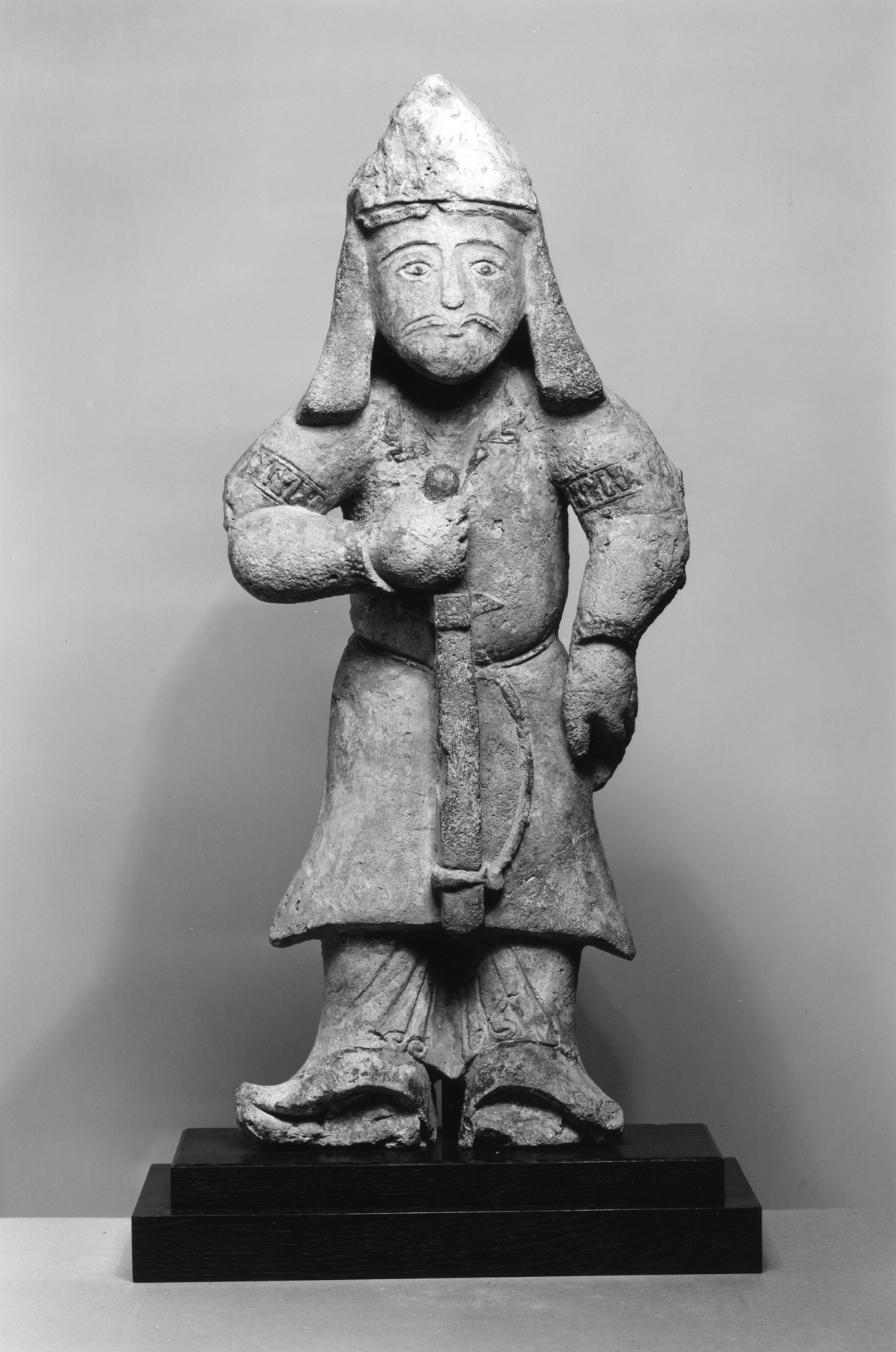
在伊朗发现的一个战士的灰泥人像

灰泥是一种柔软的水泥状水基材料，无论在干燥环境中还是潮湿环境中都易于雕刻。除此之外，它的轻便性使其易于粘贴到墙上。许多创作于12世纪的塞尔柱灰泥人像被完好保存下来，因为它们的沙漠一直保持着干燥的环境。一般而言，塞尔柱灰泥人像通常会被涂成红色、蓝色或者其他明亮的颜色并镀金。
塞尔柱灰泥人像被认为是权力和权威的象征，例如皇家卫士、皇家大臣和朝臣等。战士的人像被描绘为握住一把剑，并穿着色彩丰富的长袍，长裤，和长长的靴子。皇室的人物被描绘成戴着皇冠。收藏于美国纽约市大都会艺术博物馆的两个塞尔柱灰泥人像都戴着冠冕，其中一个人戴着翼冠。塞尔柱的所有灰泥人像都有圆形的面孔，典型的高颧骨和杏仁状的眼睛，反映了突厥人和蒙古人的人种特征。